# Podbranč
Podbranč es una localidad eslovaca de la región de Trnava ubicada en la municipalidad de Senica.
Está situada a 420 m s. n. m. y cubre un área de 14,14 km². En cuanto su población, es de 613 habitantes de acuerdo con el censo de 2023.
Los primeros documentos históricos sobre la villa datan de 1297.

## Demografía
| Año        | 1994 | 2004     | 2014    | 2024 |
| ---------- | ---- | -------- | ------- | ---- |
| Población  | 745  | 645      | 600     | 606  |
| Diferencia |      | −13,42 % | −6,97 % | +1 % |

| Año        | 2023 | 2024    |
| ---------- | ---- | ------- |
| Población  | 613  | 606     |
| Diferencia |      | −1,14 % |